# Станковый пулемёт

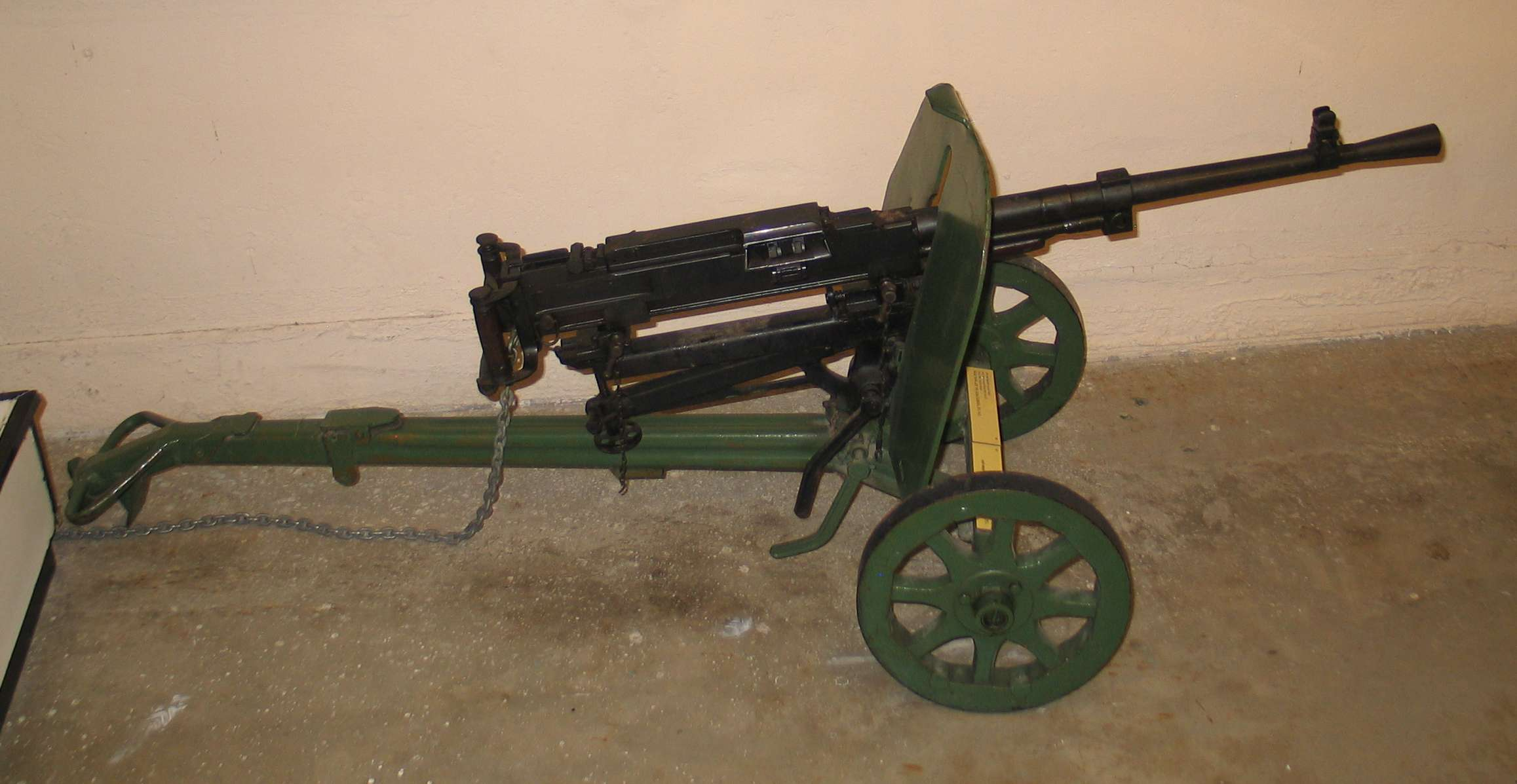
СГ-43 на колёсном станке в Музее Армии обороны Израиля

Станко́вый пулемёт — пулемёт, действующий на специальном станке, обеспечивающем устойчивость оружия при стрельбе, удобство наведения и высокую точность стрельбы.
Имеет ленточное питание патронами, большой боекомплект, массивные стволы с различными типами охлаждения, что позволяет получать высокую практическую скорострельность. Родоначальником стал пулемёт Максима.
Боеприпас обычно стандартный винтовочный (6,5—8 мм). Современные станковые пулемёты имеют более крупный калибр — 12,7 мм и именуются крупнокалиберными. Дальность поражения целей зависит от типа боеприпаса, для пулемётов под винтовочный патрон в среднем до 1000 метров.
Расчёт для пулемёта состоит из двух — 7 человек.

Станковый пулемёт обслуживают начальник пулемёта и шесть бойцов: наблюдатель-дальномерщик, наводчик, помощник наводчика, два подносчика патронов, ездовой. Каждый пулемётчик должен уметь выполнять обязанности любого бойца пулемётного расчёта в случае, если придётся заменить его в бою. Начальника пулемёта заменяет наводчик.— Глава 12. Служба станкового пулемёта. Руководство для бойца пехоты. Управление боевой подготовки ВИК РККА.
 При перемещении обычно разбирается на несколько частей: тело, станок, ствол и боезапас. Станки обычно бывают колёсными, вышедшими из употребления, и треноги. Треножные станки стали ныне доминировать из-за меньшей массы и регулируемой высоты линии стрельбы.
Станковые пулемёты под винтовочный патрон широко употреблялись до конца Второй мировой войны, после чего их постепенно сменили единые пулемёты, которые в свою очередь являются облегчёнными версиями станковых.

## Список станковых пулемётов первой половины XX века
| Название                  | Государство    | Патрон                            | Автоматика                                           | Боепитание                            | Охлаждение |
| ------------------------- | -------------- | --------------------------------- | ---------------------------------------------------- | ------------------------------------- | ---------- |
| Bergmann MG 02/MG 15      | Германия       | 7,92×57 мм                        | отдача ствола с коротким ходом                       | холщовая лента                        | водяное    |
| Breda Mod. 5C             | Италия         | 6,5×52 мм Mannlicher-Carcano      | отдача ствола                                        | коробчатый магазин                    | воздушное  |
| Breda Mod. 37             | Италия         | 8×59 мм RB Breda                  | отвод пороховых газов                                | жёсткая металлическая лента           | воздушное  |
| Brixia Mod. 20            | Италия         | 6,5×52 мм Mannlicher-Carcano      | отдача ствола, поворотный затвор                     | жёсткая металлическая лента           | водяное    |
| Browning M1917            | США            | 7,62×63 мм                        | отдача ствола, рычажное запирание                    | холщовая лента                        | водяное    |
| Browning M1919            | США            | 7,62×63 мм                        | отдача ствола, рычажное запирание                    | холщовая лента                        | воздушное  |
| Ckm wz.30                 | Польша         | 7,92×57 мм                        | отдача ствола, рычажное запирание                    | холщовая лента                        | водяное    |
| Ckm Typ C2                | Польша         | 7,92×57 мм                        |                                                      | металлическая лента                   | воздушное  |
| Colt-Browning M1895       | США            | 7,62×63 мм                        | отвод пороховых газов, рычажное запирание            | холщовая лента                        | воздушное  |
| Fiat-Revelli Mod. 1914    | Италия         | 6,5×52 мм Mannlicher-Carcano      | полусвободный затвор                                 | многорядный открытый магазин          | водяное    |
| Fiat-Revelli Mod. 14/35   | Италия         | 8×59 мм RB Breda                  | полусвободный затвор                                 | многорядный открытый магазин, лента   | воздушное  |
| Hotchkiss Mle 1914        | Франция        | 8×50 мм R Лебель                  | отвод пороховых газов, рычажное запирание            | жёсткая металлическая лента           | воздушное  |
| Hotchkiss wz. 25          | Польша         | 7,92×57 мм                        | отвод пороховых газов, рычажное запирание            | жёсткая металлическая лента           | воздушное  |
| Kulspruta m/36            | Швеция         | 6,5×55 мм 8×63 мм 7,62×51 мм НАТО | отдача ствола, рычажное запирание                    | холщовая и металлическая лента        | водяное    |
| Maxim wz. 10/28           | Польша         | 7,92×57 мм                        | отдача ствола, кривошипно-шатунное запирание         | холщовая лента                        | водяное    |
| MG 08                     | Германия       | 7,92×57 мм                        | отдача ствола, кривошипно-шатунное запирание         | холщовая лента                        | водяное    |
| MG 11                     | Швейцария      | 7,5×55 мм Шмидт-Рубин             | отдача ствола, кривошипно-шатунное запирание         | холщовая или металлическая лента      | водяное    |
| Maxim M/32-33             | Финляндия      | 7,62×53 мм R                      | отдача ствола, кривошипно-шатунное запирание         | холщовая лента                        | водяное    |
| Perino Mod. 1908          | Италия         | 6,5×52 мм Манлихер-Каркано        | отдача ствола                                        | жёсткая металлическая лента           | водяное    |
| Puteaux Mle 1905          | Франция        | 8×50 мм R Лебель                  | отвод пороховых газов, кривошипно-шатунное запирание | жёсткая металлическая лента           | воздушное  |
| SIA Mod. 1918             | Италия         | 6,5×52 мм Mannlicher-Carcano      | свободный затвор                                     | коробчатый магазин                    | воздушное  |
| St. Étienne Мle 1907      | Франция        | 8×50 мм R Лебель                  | отвод пороховых газов, кривошипно-шатунное запирание | металлическая лента или магазин на 25 | воздушное  |
| ZB-53                     | Чехословакия   | 7,92×57 мм                        | отвод пороховых газов, перекос затвора               | холщовая или металлическая лента      | воздушное  |
| Виккерс                   | Великобритания | 7,7×56 мм R                       | отдача ствола, кривошипно-шатунное запирание         | холщовая лента                        | водяное    |
| Пулемёт Максима обр. 1910 | Россия         | 7,62×54 мм R                      | отдача ствола, кривошипно-шатунное запирание         | холщовая лента                        | водяное    |
| Пулемёт Шварцлозе         | Австро-Венгрия | 8×50 мм R Mannlicher              | полусвободный затвор                                 | холщовая лента                        | водяное    |
| Тип 3                     | Япония         | 6,5×50 мм                         | отвод пороховых газов, рычажное запирание            | жёсткая металлическая лента           | воздушное  |
| Тип 92                    | Япония         | 7,7×58 мм SR                      | отвод пороховых газов, рычажное запирание            | жёсткая металлическая лента           | воздушное  |
| СГ-43                     | СССР           | 7,62×54 мм R                      | отвод пороховых газов, перекос затвора               | металлическая лента                   | воздушное  |
| Шкода                     | Австро-Венгрия | 8×50 мм R Mannlicher              | полусвободный затвор                                 | холщовая лента                        | водяное    |